# Хрватска православна црква
Хрватска православна црква (ХПЦ) је била канонски непризната верска заједница која је деловала на простору некадашње марионетске НДХ, основана указом Анте Павелића од 3. априла 1942, по наређењу немачких власти, као настојање НДХ да се покаже да нема прогона и асимилације Срба у Хрватској те да се потпуно онемогући утицај Српске православне цркве.
Анте Павелић је изабрао Гермогена (Григориј Иванович) Максимовича, руског одбеглог калуђера, емигранта, као погодну личност за патријарха Хрватске православне цркве, а покренут је и часопис „Хрватска Православна црква“ чији је главни уредник био Савић Марковић Штедимлија. Павелић је имао потпуну контролу над њеним радом, чиме је обезбедио да та неканонска црква, нарочито када се ради о пропагирању усташког покрета, постане права и прворазредна агентура тог покрета.

## Увод
Прво помињање Хрватске православне цркве везано је за Еугена Кватерника који је 1861. године предложио оснивање „нпр. синода или патријархата православне херватске цркве“.
По пропасти Југославије 1941. године и успоставом НДХ проглашено је да надлежност Српске православне цркве у НДХ престаје за више 1,8 милиона православаца у Хрватској и окупираним регијама (по попису из 1931), укида се назив Српска православна вера и мења у гркоисточна вера који се употребљавао пре 1918. године а истовремено почиње акција присилног превођења Срба на римокатоличку веру.
Већ почетком 1942. године постаје јасно да жестока репресија према Србима не доноси резултате, па Немци врше притисак на Павелића да ублажи репресије које изазивају отпор Срба а и четници постају придружене снаге на територијама окупираним од стране Италије.

## Оснивање ХПЦ
На основу законске одредбе о ХПЦ од 3. априла 1942. објављене у Народним новинама број 77 од 7. априла 1942, 5. јуна 1942. године хрватски поглавник Анте Павелић потписује статут ХПЦ, а у недељу 7. јуна 1942. устоличује Гермогена као патријарха у цркви Светог Преображења у Загребу. Патријарх ХПЦ је уједно и митрополит загребачке митрополије и носи наслов „митрополит загребачки и цијеле Хрватске“.
- ХПЦ је аутокефална и једина те за њу не важе догматска и канонска начела СПЦ.
- Грб ХПЦ је 25 наизменичних белих и црвених поља у пет редова а почетно поље је бело, у средини је полуштит са крстом плаве боје у средини.
- Застава је црвено-бело-плава тробојка с једнокраким златним крстом на белом делу.
- Службени језик је хрватски а слова су хрватска.

Уз загребачку митрополију основане су и бродска, сарајевска и петровачка епархија, где су упућени млади православни свештеници из Срема, тада окупираног од стране НДХ.
Православци ипак нису били изједначени у правима и дужностима са осталим грађанима а прогони су настављени иако је усташка пропаганда настојала да сакрије или бар ублажи злочине (Мужић. стр. 52-54)
Хијерархија ХПЦ:
- патријарх, свети архијерејски сабор и велики црквени суд
- епископ и епархијски суд
- наджупник (архијерејски намесник)
- жупник (парох)
- црквено-општински управни одбор

Патријарха бирају од епископа и то тако да изборни сабор кога сазива поглавник Павелић бира три кандидата међу епископа од којих Министарство правосуђа записнички предлаже поглавнику једнога за именовање.
Хрватска православна црква нестаје са нестајањем Независне Државе Хрватске 1945. године. Гермоген Максимов је осуђен на смрт и погубљен после рата. Новине које су издавале су се звале Глас православља.

## Покушаји обнове
Након проглашења назависности републике Хрватске,јавила се иницијатива за обновом ХПЦ.  Иницијативу Иве Матановића, који је, иако сâм римокатолик, главни заговорник оснивања „хрватске православне заједнице“, у петак 12. марта 2010. у Задру је најављено оснивање „хрватске православне цркве“ за „хрватске православце који не желе да се поистовећују са Србима“. Иницијатива за обнову Хрватске православне цркве је изазвала осуде Српске православне цркве, хрватског председника и председника владине комисије за односе с верским заједницама.
Дана 10. септембра 2010. формирано је Удружење хрватских православних верника којем је циљ „формирање аутокефалне хрватске православне црквене организације и слободно идентификовање православних хришћана припадницима хрватске нације“.
Први логотип организације садржао је мапу некадашње фашистичке НДХ.
За потребе дејствовање ове организације, доведен је свештеник Бугарске православне цркве Александар Иванов. Он се 2013. године доселио у Задар. Након неколико година сарадње са Матановићем, разишли су се када је он најавио да ће организације пријећи код папе.
По попису становништва 2011. у Хрватској живи 16.647 Хрвата православних хришћана.
Дана 5. октобра 2013. године, такозвана Хрватска православна црква је самопрогласила аутокефалност и објавила то на своме сајту и др. хрватским медијима.
Немају своје просторије, одређене објекте под рентом напустили су због скупе кирије. Божићну литургију служили су у мормонској цркви у Загребу.
Уз ову организацију постоји још једна истоимена квазицрквена организација коју води Бонифације (Андрија Шкулић) и која тврди да је удружење на челу са Александром Ивановим паралелна структура коју води бугарски туриста.
ХПЦ  је  2017. године успелa да се региструје као удружење грађана са циљем "ревитализације Хрватске православне цркве нестале у Другом светском рату те духовног развитка и унапређења квалитете живота – појединаца кроз учење о православљу као таквом”. Од тада непрекидно покушавају да се региструју у регистру верских заједница у Хрватској. На први њихов захтев Министарство је донело негативно решење, против којег је ХПЦ поднела управну тужбу, коју је Управни суд Хрватске својом пресудом одбио, док је Високи управни суд, по жалби ХПЦ, поништио предходне одлуке и предмет вратио надлежном министарству, које је у поновљеном поступку, 22. марта о.г, поново донело негативну одлуку
У заштиту права тзв. ХПЦ укључила се и проусташка организација Аустралско-хрватски конгрес, који је 4. априла премијеру Андреју Пленковићу послао писмо у којем се, поред осталог, наводи: “Поштовани председниче, не улазећи у историјске чињенице, права хрватског народа на своју властиту православну цркву, овде се не ради о неком политичком чину, нити се брани опстанак других сличних православних цркава у Хрватској, него се ради о избору, праву сваког човека да своју веру испуњава онако како он то жели, што је уствари гарантовано и у Уставу РХ. Зато апелујемо на Вас, на Владу РХ, да коначно омогући регистрацију Хрватске православне цркве у РХ”.